# Chalcostigma
Chalcostigma es un género de aves apodiformes de la familia Trochilidae (los colibríes), que agrupa a cinco especies nativas de América del Sur, cuyas áreas de distribución a lo largo de la cordillera de los Andes se encuentran entre el extremo oeste de Venezuela y el centro de Bolivia. A sus miembros se les conoce por el nombre común de colibríes, o picoespinas.

## Características
Los colibríes de este género miden entre 10 y 14 cm de longitud, con picos cortos, delgados y puntiagudos. De colores predominantes verde bronceado, los machos presentan un babero resplandeciente, de colores variados y terminados en punta hacia el pecho. Las hembras son más deslucidas y con baberos faltantes o menos notables. Habitan en bordes de selvas o áreas arbustivas en altitudes andinas. Se parecen bastante a los colibríes del género Metallura.

## Taxonomía
El género Chalcostigma fue propuesto por el ornitólogo alemán Heinrich Gottlieb Ludwig Reichenbach en 1854, y la especie tipo subsecuentemente designada es Ornismya heteropogon, actualmente Chalcostigma heteropogon.
Estudios genéticos recientes indican que el presente género es parafilético en relación a Oxypogon y Oreonympha; algunos autores defienden la fusión de los tres géneros dentro de Oxypogon. Sin embargo, la fusión fue rechazada en la Propuesta No 930 al Comité de Clasificación de Sudamérica (SACC), debido a la insuficiencia de datos más conclusivos y a la falta de muestreo de algunos taxones (como C. heteropogon).

### Etimología
El nombre genérico neutro «Chalcostigma» es una combinación de las palabras del griego «khalkos» que significa ‘bronce’, y «stigma» que significa ‘marca’.

## Especies
Según las clasificaciones del Congreso Ornitológico Internacional (IOC) y Clements Checklist/eBird, el género agrupa a las siguientes especies con el respectivo nombre popular de acuerdo con la Sociedad Española de Ornitología (SEO):
| Imagen | Nombre científico        | Autor                       | Nombre común       | Estado de conservación | Distribución |
| ------ | ------------------------ | --------------------------- | ------------------ | ---------------------- | ------------ |
|        | Chalcostigma ruficeps    | (Gould), 1846               | colibrí capirrufo  | LC                     |              |
|        | Chalcostigma olivaceum   | (Lawrence), 1864            | colibrí oliváceo   | LC                     |              |
|        | Chalcostigma stanleyi    | (Bourcier), 1851            | colibrí de Stanley | LC                     |              |
|        | Chalcostigma heteropogon | (Boissonneau), 1840         | colibrí picoespina | LC                     |              |
|        | Chalcostigma herrani     | (Delattre & Bourcier), 1846 | colibrí de Herrán  | LC                     |              |